# Rectojapyx
Rectojapyx es un género de Diplura en la familia Japygidae.

## Especies
- Rectojapyx herzegovinensis (Verhoeff, 1923)